# Oktiabrski (Arcángel)
Oktiabrski (en ruso: Октябрьский) es una ciudad del óblast de Arcángel, en el norte de Rusia. Es el centro administrativo del raión de Ustia. Se encuentra en la orilla izquierda del río Ustia, afluente por la derecha del Vaga, de la cuenca hidrográfica del Dvina Septentrional. Tiene 9.635 habitantes según el censo de 2010. 

## Historia
La ciudad fue fundada en 1950. Se le concedió el estatus de ciudad en 1958.
Fue conectada mediante la estación de Kostiliovo a la línea ferroviaria Kónosha - Kotlas - Vorkutá (ferrocarril del Pechora, construido en la Segunda Guerra Mundial), estando a 888km. de Moscú y a 122km. de Konosha.

## Demografía
| 1959  | 1970  | 1979  | 1989   | 2002   | 2010  |
| ----- | ----- | ----- | ------ | ------ | ----- |
| 3 886 | 6 949 | 7 923 | 10 619 | 10 081 | 9 635 |